# Final Fight
Final Fight ist eine in Japan produzierte Videospielreihe. Die Final-Fight-Spiele gehören neben Double Dragon zu den bekanntesten Beat-’em-up-Spielen der 1980er und 1990er Jahre.
Der erste Teil wurde 1989 von Capcom für die Spielhalle entwickelt, später erschienen Umsetzungen für verschiedene Spielekonsolen und Heimcomputer. Die Grafik wurde in damals für diese Art von Spielen typischen 2D dargestellt, die Spielabschnitte bzw. -ebenen wurden dabei überwiegend von links nach rechts bewegt bzw. mit der Spielfigur begangen. Im Spiel schlüpft man wahlweise alleine oder mit einem Freund in die Rollen des Straßenkämpfers Cody, dem Ninja Guy oder dem Bürgermeister Mike Haggar. Der oder die Spieler mussten Jessica, die Tochter von Mike, welche von der gefürchteten „Mad Gear Gang“ entführt wurde, befreien. Ähnlich wie in den ersten Double-Dragon-Spielen konnte man neben den Fäusten und Füßen auch Messer und andere Gegenstände als Waffen verwenden.
Ursprünglich wurde Final Fight unter dem Titel Street Fighter '89 entwickelt und war als Fortsetzung zum originalen Street Fighter geplant, doch da sich das Spielprinzip sehr von Street Fighter unterschied, wurde das Spiel in Final Fight umbenannt. Final Fight teilt sich dennoch ein Universum mit der Street Fighter Serie.
Für verschiedene Länder wurden teilweise jeweils andere Versionen veröffentlicht. So wurden in der Super-Nintendo-Version für die USA als anstößig empfundene Elemente des Spiels geändert, zum Beispiel ersetzte Capcom auf Wunsch von Nintendo alle Bezüge zu Alkohol.
Es folgten noch weitere Teile, von denen überwiegend die für das Super NES verbreitet waren (Final Fight Guy, Final Fight 2, Final Fight 3). Die Kämpfer des ersten Teils tauchten später noch in anderen Spielen von Capcom auf, Guy war als Figur in allen Street-Fighter-Alpha-Teilen wählbar, Mike Hagger trat in dem weniger bekannten Wrestling-Spiel Saturday Night Slam Masters als Kämpfer an und Cody erschien als flüchtender Sträfling in Street Fighter Alpha 3 und Super Street Fighter IV. Des Weiteren sind auch die Zwischenbosse aus Final Fight, Katana (Sodom) und Rolento, in Street Fighter Alpha 2-3 spielbar. Ein weiterer Charakter aus Final Fight, Andore, der allerdings in Final Fight ein normaler Gegner ist, ist in Street Fighter III unter dem Namen Hugo spielbar.

## Klassische Final-Fight-Reihe
Bei den klassischen Final-Fight-Spielen handelt es sich um Side-Scrolling Beat ’em ups.
- Final Fight – Arcade (1989), SNES (1990), C64 (1991), Amiga (1991), u. a.
- Mighty Final Fight – NES (1993)
- Final Fight CD – Mega-CD (1992)
- Final Fight Guy – SNES (1992)
- Final Fight 2 – SNES (1993)
- Final Fight 3 – SNES (1995)
- Final Fight One – Game Boy Advance (2001)
- Final Fight: Double Impact – Final Fight 1 zusammen mit Magic Sword für Xbox 360 & PlayStation 3 (April 2010)

## Final Fight Revenge
Final Fight Revenge erschien nur in Japan 1999 für Arcade und 2000 für Sega Saturn und ist ein 3D-Beat ’em up im Stil von z. B. Tekken. Es war eines der letzten Spiele, die für den Sega Saturn entwickelt wurden.

## Final Fight Streetwise
Final Fight Streetwise erschien am 7. April 2006 für die PlayStation 2 und die Xbox. Das Actionspiel wird von Capcom vertrieben und wurde von Studio 8 entwickelt. Der Spieler steuert den Protagonisten Kyle Travers, der nach seinem Bruder Cody Travers sucht und sich in der Stadt "Metro City" mit unzähligen Gegnern anlegt. Außerdem hat Mike Haggar mit seinem markanten Outfit und seinen Wrestling-Moves als 3D-Version einen kurzen Auftritt als Verbündeter im Story-Modus. In diesem Story-Modus muss Kyle mit Nahkampf-Kombos oder Waffen (Messer, Baseballschläger, Pistole) die vielen Gegnertypen besiegen, um seinen Bruder zu finden. Zudem kann man in Dojos neue Angriffstechniken erlernen und die Lebensenergie-Anzeige oder Instinkt-Anzeige erweitern.
Neben dem Story-Modus enthält das Spiel noch den Arcade-Modus und einen Multiplayer-Modus. Im Arcade-Modus kämpft sich der Protagonist durch Gegnermassen. Im Multiplayer-Modus kann man mit einer weiteren Person das komplette Spiel ein weiteres Mal durchspielen.
Der neuste Teil der Final-Fight-Reihe wurde grafisch an die Möglichkeiten der "Next-Generation"-Technik angepasst und mit einigen kleinen Neuerungen ergänzt. Die Hintergrundhandlung wird durch Zwischensequenzen fortgeführt. Die Sprachausgabe der Zwischensequenzen ist englisch, doch die Bildschirmtexte wurden in die deutsche Sprache übersetzt. Im Story-Modus kann man das Original-Final Fight aus dem Jahr 1989 freischalten und durchspielen. Final Fight Streetwise hat aufgrund der Gewaltdarstellung keine Jugendfreigabe erhalten.